# Promenade Yehudi-Menuhin
La promenade Yehudi-Menuhin est une voie située dans le 7e arrondissement de Paris, en France.

## Situation et accès
La promenade Yehudi Menuhin est située en face du siège de l'UNESCO, sur l’emprise aménagée en contre-allée côté impair de l’avenue de Lowendal, entre la place de Fontenoy - UNESCO et l’avenue de Suffren.
Elle est accessible par la ligne 6 à la station Cambronne.

## Origine du nom
Le nom de la promenade rend hommage à Yehudi Menuhin, violoniste et chef d’orchestre né en 1916 à New York, mort en 1999 à Berlin, « à ce jour l'un des plus grands virtuoses du monde et [qui] reste connu pour ses engagements en faveur de la paix, de la pédagogie et de l’ouverture aux autres » selon le projet de délibération de la mairie de Paris.
La situation de cette voie rappelle en outre que Yehudi Menuhin avait été président du Conseil international de la musique de l’UNESCO de 1969 à 1975, et nommé ambassadeur de bonne volonté de l’institution en 1992,.

## Historique
La promenade Yehudi-Menuhin tient son nom d’une délibération du Conseil de Paris, votée lors de la séance des 8, 9, 10 et 11 juillet 2019.
La place a été inaugurée le 1er octobre 2019, jour qu'avait choisi Menuhin en 1975 pour célébrer la Journée internationale de la musique, sous l'égide de l'Unesco.

## Bâtiments remarquables et lieux de mémoire
- Maison de l'UNESCO